# سلیمان مروزی
سلیمان مروزی یکی از بزرگترین متکلمان زمان مأمون بوده‌است. او با علی بن موسی الرضا مناظره‌ای را داشته که مورد توجه کتب شیعی قرار گرفته است.

## جایگاه علمی
مأمون در چند مورد، سلیمان را بزرگترین متلکم خراسان معرفی می‌کند. آورده‌اند که وی مشهورترین عالم علم کلام در خراسان و در عصر مأمون بود که مأمون نسبت به او ادای احترام می‌کرد. سید محمدتقی مدرسی او را طرفدار فلسفه وارداتی دانسته است. با این حال، او به فلسفه یونان علاقه‌مند بوده است.

## مناظره با علی بن موسی الرضا
نوفلی نقل می‌کند که مأمون، سلیمان مروزی را دعوت کرد تا با علی بن موسی الرضا مناظره نماید. سلیمان مروزی، خدمت مأمون رسید و از او خواست تا او را از این مناظره معاف دارد چرا که از خجل شدن علی بن موسی نزد یارانش، شرم دارد. مأمون به او اطمینان می‌دهد که هدف او از این مناظره، محکوم شدم علی بن موسی الرضاست. با این سخن، سلیمان مطمئن می‌شود که باید با او مناظره‌ای ترتیب دهد. با قبول سلیمان؛ مأمون پیکی را نزد علی بن موسی می‌فرستد تا او را به جلسه مناظره دعوت کند؛ علی بن موسی به خادم خود یاسر و عمران صابی که تازه مسلمان شده بود و نزد علی بن موسی تلمذ می‌کرد؛ دستور داد تا پیش از او به دربار مأمون بروند و او نیز از پشت خواهد آمد. با رسیدن عمران صابی به دربار مأمون، مأمون پیشنهاد مناظره بین عمران صابی و سلیمان را می‌دهد که قبل از شروع مناظره، علی بن موسی الرضا حاضر در جلسه شده و مناظره وی با سلیمان مروزی آغاز می‌شود. مناظره بر سر موضوع بداء بود که پس از گفتگویی کوتاه، سلیمان اشتباه خود را در قبال انکار مساله بداء پذیرفت. این مناظره مستقلاً و در حضور مأمون و اطرافیانش صورت گرفت. همچنین مناظره دیگری با علی بن موسی با موضوع خلقت با سلیمان مروزی گزارش شده است. این مناظره به حدیث سلیمان مروزی شهره است.